# Styringomyia fuscinervis
Styringomyia fuscinervis är en tvåvingeart som beskrevs av Edwards 1925. Styringomyia fuscinervis ingår i släktet Styringomyia och familjen småharkrankar. Inga underarter finns listade i Catalogue of Life.